# Nicolás Chaparro
Nicolás Chaparro (ur. 10 września 1962) – paragwajski lekkoatleta, olimpijczyk.
Chaparro wystąpił na Letnich Igrzyskach Olimpijskich 1984 w dwóch konkurencjach. W biegu eliminacyjnym na 110 m przez płotki zajął przedostatnie 6. miejsce z czasem 15,51 s (wyprzedził tylko niesklasyfikowanego Brytyjczyka Marka Holtoma) – wśród sklasyfikowanych sportowców uzyskał wynik lepszy wyłącznie od Mohameda Helala Alego ze Zjednoczonych Emiratów Arabskich. W biegu na 400 m przez płotki uzyskał najgorszy wynik eliminacji – 56,98 s. Zgłoszony był także do udziału w sztafetach 4 × 100 m i 4 × 400 m, jednak nie pojawił się na starcie żadnej z tych konkurencji.
Rekordy życiowe: bieg na 110 m przez płotki – 15,51 (1984); bieg na 400 m przez płotki – 54,0 (1984).